# ق
ق(아랍어: ﻗﺎﻑ, 까프)는 아랍 문자의 스물 한번째 글자로, 음가는 무성 구개수 파열음 /q/이다. 꾸란의 제50수라의 제목이기도 하다.
| 글자 모양 | 글자 모양 | 글자 모양 | 글자 모양 |
| 단독형    | 어두형    | 어중형    | 어말형    |
| ﻕ         | ﻗ         | ﻘ         | ﻖ         |
| --------- | --------- | --------- | --------- |